# Fauconcourt
Fauconcourt és un municipi francès, situat al departament dels Vosges i a la regió del Gran Est. L'any 2007 tenia 125 habitants.

## Demografia

### Població
El 2007 la població de fet de Fauconcourt era de 125 persones. Hi havia 48 famílies, de les quals 8 eren unipersonals (8 homes vivint sols), 20 parelles sense fills i 20 parelles amb fills.
La població ha evolucionat segons el següent gràfic:
Habitants censats

### Habitatges
El 2007 hi havia 55 habitatges, 53 eren l'habitatge principal de la família i 2 eren segones residències. 49 eren cases i 5 eren apartaments. Dels 53 habitatges principals, 42 estaven ocupats pels seus propietaris, 10 estaven llogats i ocupats pels llogaters i 1 estava cedit a títol gratuït; 1 tenia una cambra, 1 en tenia dues, 10 en tenien tres, 17 en tenien quatre i 24 en tenien cinc o més. 41 habitatges disposaven pel capbaix d'una plaça de pàrquing. A 26 habitatges hi havia un automòbil i a 21 n'hi havia dos o més.

### Piràmide de població
La piràmide de població per edats i sexe el 2009 era:
| Homes | Edats   | Dones |
| ----- | ------- | ----- |
| 0     | 95 o +  | 0     |
| 0     | 90 a 94 | 0     |
| 0     | 85 a 89 | 0     |
| 0     | 80 a 84 | 0     |
| 4     | 75 a 79 | 4     |
| 8     | 70 a 74 | 4     |
| 0     | 65 a 69 | 4     |
| 0     | 60 a 64 | 0     |
| 0     | 55 a 59 | 0     |
| 0     | 50 a 54 | 0     |
| 8     | 45 a 49 | 4     |
| 4     | 40 a 44 | 8     |
| 12    | 35 a 39 | 8     |
| 0     | 30 a 34 | 0     |
| 0     | 25 a 29 | 8     |
| 0     | 20 a 24 | 0     |
| 4     | 15 a 19 | 12    |
| 8     | 10 a 14 | 0     |
| 16    | 5 a 9   | 4     |
| 0     | 0 a 4   | 0     |

## Economia
El 2007 la població en edat de treballar era de 87 persones, 66 eren actives i 21 eren inactives. De les 66 persones actives 63 estaven ocupades (35 homes i 28 dones) i 3 estaven aturades (1 home i 2 dones). De les 21 persones inactives 8 estaven jubilades, 7 estaven estudiant i 6 estaven classificades com a «altres inactius».

### Ingressos
El 2009 a Fauconcourt hi havia 50 unitats fiscals que integraven 121 persones, la mediana anual d'ingressos fiscals per persona era de 16.680 €.

### Activitats econòmiques
L'any 2000 a Fauconcourt hi havia 8 explotacions agrícoles.

## Equipaments sanitaris i escolars
El 2009 hi havia una escola maternal integrada dins d'un grup escolar amb les comunes properes formant una escola dispersa.

## Poblacions més properes
El següent diagrama mostra les poblacions més properes.